# Larsbergs brostuga

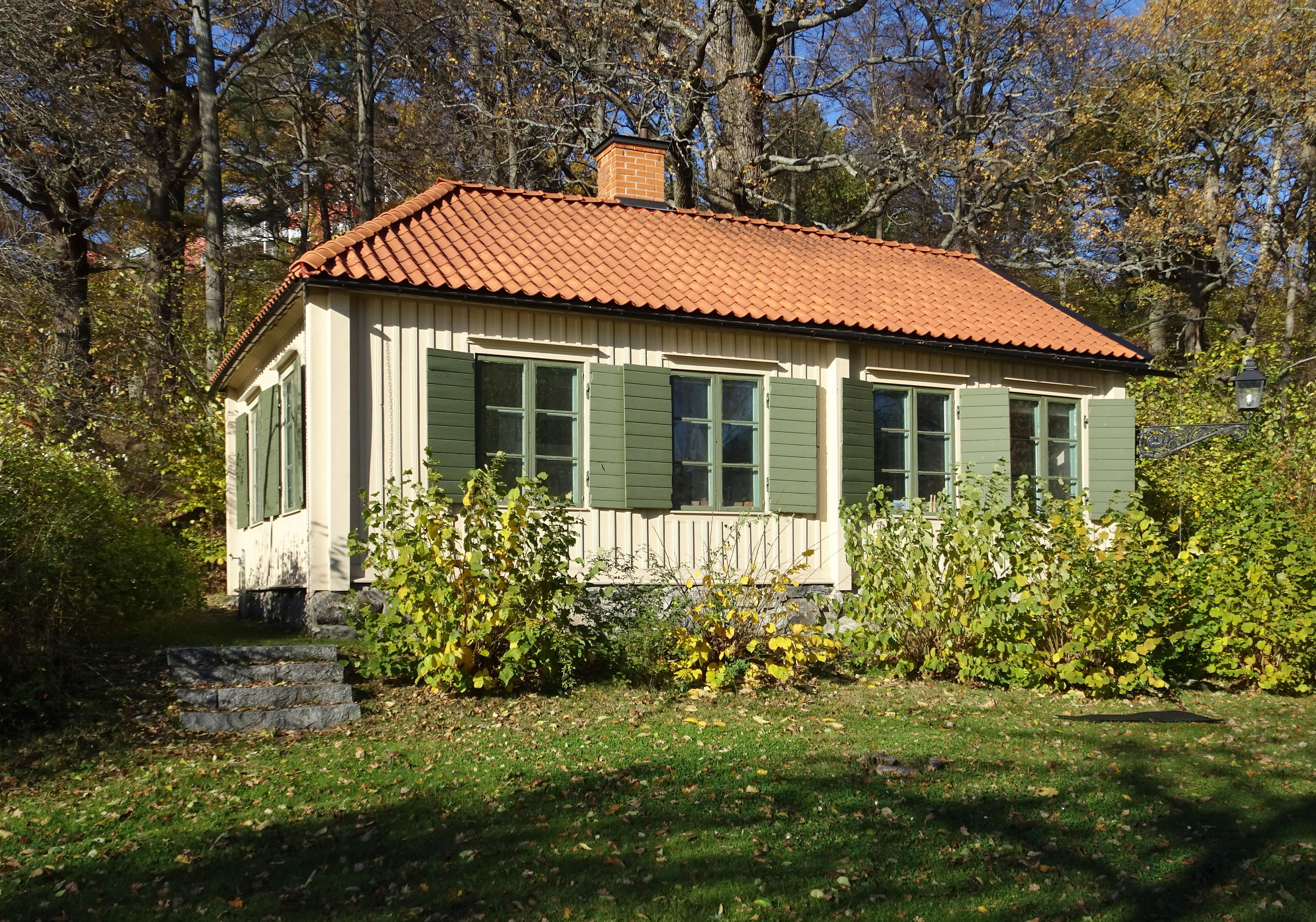
Larsbergs brostuga, oktober 2021.

Larsbergs brostuga är en byggnad vid Lilla Värtans strand i kommundelen Larsberg i Lidingö kommun. Stugan uppfördes omkring 1803 på initiativ av Lars Fresk, som ingick i styrelsen som en av huvudaktieägarna i bolaget för 1803 års Lidingöbro mellan Larsberg och Kaknäs på Stockholmssidan. 

## Historik

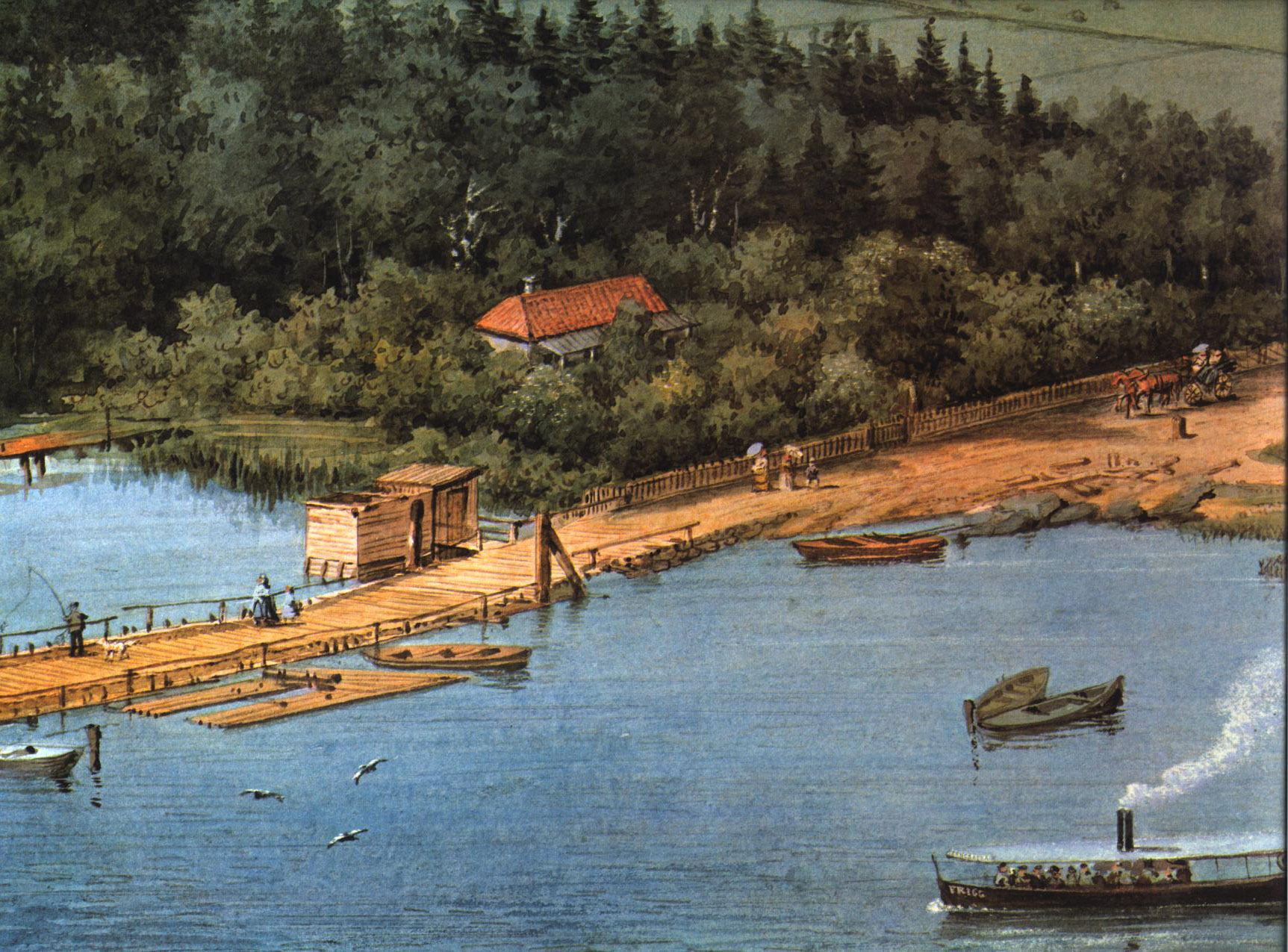
Brofästet för första Lidingöbron vid Larsberg på en målning 1883 av Otto August Mankell. Larsbergs brostuga syns mitt i bilden.

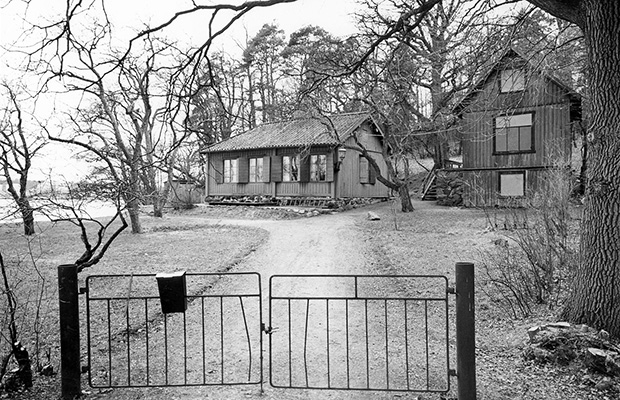
Larsbergs Brostuga 1963.

Stugan, som på den tiden fungerade som värdshus och även inkluderade ett gästrum, finns fortfarande kvar och används idag som konstnärsatelje. Broavgifterna för överfarten upptogs i ett mindre skjul direkt i anslutning till brofästet. Huset är kulturminnesmärkt och ägs av Lidingö stad och används i dag som konstnärsateljé. Det stora bostadsområdet Larsberg som uppfördes uppe på berget ovanför stugan på slutet av 1960-talet har sitt ursprung i en tomt på 3 200 m² som vid avstyckningen 1898 från Bodals lantbruksfastighet namngavs som Larsberg, där det ursprungliga värdshuset var placerad. Efter att Lidingöbron vid Larsberg revs 1884, och kundunderlaget för att bedriva ett värdshus på platsen minskade radikalt, hyrdes förmodligen huset ut för användning som sommarstuga, genom att avstyckningen från Bodals lantbruksfastighet genomfördes först 1898.
Namnet "Larsbergs brostuga", är ett sentida påhittat namn. Stugan hade inget egentligt namn i början av 1800-talet utan refererades till som "värdshuset vid Lidingöbro" vilket framgår av ett protokoll från ett sammanträde i Lidingöbrostyrelsen där Lars Fresk ingick, som hölls i stugan 21 augusti 1803. Huset benämns i protokollet som "värdshuset vid Lidingöbro". Det var det enda värdshus som fanns i anslutning till Lidingöbron ända fram till 1823 då Lidingöbro värdshus på Djurgårdssidan uppfördes, som även detta uppfördes av Lars Fresk och som invigdes 25 oktober 1823 i samband med att Olof Fresk, son till Lars Fresk, firade sitt bröllop på Lidingöbro värdshus. Lars Fresk gick i konkurs 1828 och flyttade ut till Värmdö. Stugan med rätt att bedriva värdshus, som var uppförd på mark som tillhörde Bodals lantbruksfastighet, såldes förmodligen av konkursförvaltaren 1829 då Lars Fresks samtliga tillgångar på Elfviks gård såldes.
Traktören Karl Petter Lindbom (1787–1849), som angetts vara född på Bodals gård, sedermera ägare av Hersbyholm i Hersby, angavs som innehavare av rätten att bedriva värdshusrörelse i stugan från 1814 och arrenderade sannolikt värdshuset av Lars Fresk. 1847 blev Lindbom åtalad för att ha bedrivit olovlig krogrörelse i ett separat hus invid värdshuset, försedd med skylten "krog", där man minuterade brännvin "såväl å helge- som söcknedagar", utan att anmäla detta till Lidingös taxeringskomitté. Lindboms svar på anklagelsen: "Sådan rörelse som avsåges i 1814 års resolution, hade allt sedan den tiden opåtalt varit idkad vid Lidingöbro för både s.k. bättre och sämre folk, i tvenne invid varandra stående byggnader, emedan utrymmet ej tillåter att hava avskilja förfriskningställen i samma hus och det ostridligen hörer till god ordning att ej sammanföra medlemmar av allt för olika folkklasser i samma rum". Åtalet mot Lindbom ogillades genom ett utslag i tingsrätten 23 december 1847.